# STREAMS
STREAMS — фреймворк для поддержки символьных устройств в операционных системах UNIX System V.

## Реализации
Реализация STREAMS была обязательна для соответствия стандарту Single UNIX Specification версии 1 (UNIX 95) и 2 (UNIX 98). Поэтому в большинстве систем UNIX, и во всех системах на основе UNIX System V, таких как Solaris или IRIX. В некоторых свободных UNIX-подобных системах (BSD, Linux) поддержка STREAMS отсутствует.
- Plan 9 первоначально использовала многопроцессорный вариант STREAMS от Research Unix. В третьей версии Plan 9 STREAMS были упрощены.
- OpenSolaris наследовала из Solaris полную поддержку STREAMS[1].
- FreeBSD имеет слой совместимости с SVR4, который поддерживает системные вызовы STREAMS.
- Ядро Linux совсем не поддерживает STREAMS, но существуют различные слои совместимости, которые преобразуют системные вызовы.
- Ядро Windows NT полностью поддерживает STREAMS.